# آقای گام شما بدجنسید
آقای گام شما بدجنسید (به انگلیسی: You're a Bad Man, Mr Gum!) اولین کتاب از مجموعهٔ گام به گام با آقای گام اثر اندی استنتون که در سال ۲۰۰۶ منتشر شده‌است. این کتاب برندهٔ جایزهٔ رد هاوس سال ۲۰۰۷ و جایزهٔ بلو پیتر سال ۲۰۰۷ شده‌است.

## خلاصه
آقای گام که پیرمردی کثیف و تنبل است، برای فرار از ضربه‌های ماهیتابه پری ساکن در وان حمام (که نسبت به باغچه حساس است)، سعی می‌کند جیک سگه که باغش را خراب می‌کند سر به نیست کند ولی نیروهای نیکی به او این اجازه را نمی‌دهند…